# The Girl from Ipanema (Amy Winehouse)
The Girl from Ipanema è un brano musicale interpretato dalla cantante britannica Amy Winehouse, contenuto nel suo album in studio postumo Lioness: Hidden Treasures, pubblicato dall'etichetta Island.

## Descrizione
Il brano è stato prodotto da Salaam Remi che ha raccontato di aver registrato e prodotto il brano con Amy nel 2002, quando lei aveva solamente 18 anni. The Girl from Ipanema è una reinterpretazione del celebre brano Garota de Ipanema del 1967 composto da Antônio Carlos Jobim, Norman Gimbel e Vinícius de Moraes, prodotto da Creed Taylor e interpretato da Stan Getz in collaborazione con João Gilberto, Antônio Carlos Jobim, Astrud Gilberto.

## Classifica
| Classifica | Posizione massima |
| ---------- | ----------------- |
| Portogallo | 13                |